# Pristidactylus casuhatiensis
Pristidactylus casuhatiensis är en ödleart som beskrevs av  José María Alfono Félix Gallardo 1968. Pristidactylus casuhatiensis ingår i släktet Pristidactylus och familjen Polychrotidae. Inga underarter finns listade i Catalogue of Life.